# 4-MeS-DMT
4-MeS-DMT（4-甲硫基-N,N-二甲基色胺）是一种含氮有机硫化合物，化学式C13H18N2S，和其类似物5-MeS-DMT、4-MeO-DMT、5-MeO-DMT一样能作为致幻剂，由亚历山大·舒尔金首次合成。